# Decticus albifrons
Espèce
Decticus albifrons, le dectique à front blanc, est une espèce de sauterelles de la famille des Tettigoniidae.

## Distribution
Cette espèce se rencontre du bassin méditerranéen jusqu'à l'Asie centrale.
En France, le dectique à front blanc remonte vers le nord jusqu'aux départements de la Loire, du Rhône, du Cantal, du Lot, et, par la côte atlantique, de la Charente-maritime et du Maine-et-Loire. Sa présence ancienne en Suisse, dans les Grisons, procède vraisemblablement d'une introduction accidentelle; l'espèce n'y a en tout cas jamais été retrouvée.

## Description
Avec une taille comprise entre 32 et 40 mm, le dectique à front blanc compte parmi les plus grands orthoptères présents en Europe occidentale.
L'insecte est assez trapu et présente une coloration brun-gris. Les ailes présentent des stries blanches et dépassent largement la longueur du corps. Chez la femelle, l'oviscapte atteint parfois près de 2 cm.
La tête est massive et possède des mandibules puissantes susceptibles notamment d'infliger des morsures conséquentes.

## Biologie
Le dectique à front blanc est une espèce typiquement méditerranéenne qui se cantonne aux endroits chauds et secs. Il fréquente notamment les pelouses sèches, les garrigues, maquis et parfois les vignobles et les vergers.
Son régime alimentaire se compose de végétaux divers et de petits insectes capturés dans les touffes d'herbes et autres buissons près du sol.
L'insecte est adulte dès le mois de juillet et subsiste jusqu'en novembre .